# شقویف
شقویف روستایی از توابع بخش مرکزی در شهرستان سقز است که در استان کردستان ایران قرار دارد.

## جمعیت
این روستا در دهستان ترجان واقع شده و براساس سرشماری سال ۱۳۸۵، جمعیت آن ۱۴۹ نفر (۲۶ خانوار) بوده‌است.